# Ernest Acker
Ernest Acker (Brussel, 28 augustus 1852 - 12 juni 1912) was een Belgisch architect.
Ernest Acker geldt als een van de talentrijkste en invloedrijkste Belgische architecten uit het begin van de 20e eeuw. Hij speelde een belangrijke rol in het architectuuronderwijs. Zijn ontwerpbureau stond steeds open voor jonge beroepsgenoten.
Zijn voorliefde als stijl ging naar Vlaamse Renaissance, die hij aanpaste aan de comfort- en gezelligheidsvoorwaarden van zijn klanten.
Hij was hoofdarchitect van de Wereldtentoonstelling van 1910 in Brussel. Hij ontwierp tevens het Belgisch paviljoen.
Een Prijs Ernest Acker voor architectuur wordt, ter herinnering aan hem, toegekend.